# Осада Дубровника
Осада Дубровника (хорв. Opsada Dubrovnika; серб. Блокада Дубровника; Blokada Dubrovnika) — блокада города Дубровник и боевые действия вокруг него во время войны в Хорватии. Подразделения ЮНА начали наступление на Дубровник из Черногории и Боснии. Три месяца обстрелов и осады портового города стало одним из событий, настроивших мировое сообщество против сербов в югославском конфликте.
Осада началась в октябре 1991 года и завершилась в начале 1992 года после контратак хорватских войск. Осада сопровождалась жертвами среди мирного населения. 6 декабря 1991 года в день Николая Чудотворца югославская артиллерия обстреляла город, в результате чего погибли 13 гражданских лиц.
Согласно докладу ООН, во время осады города 15 000 человек стали беженцами, из которых 7 000 были эвакуированы морем в октябре 1991 года. С октября по декабрь 1991 года город оставался без электроснабжения и водоснабжения. Международный трибунал по бывшей Югославии назвал блокаду Дубровника: «попыткой сербских сил отделить город от Хорватии и присоединить его к Черногории».

## Предыстория
Дубровник — древний город, расположенный в южной части Далмации на побережье Адриатического моря. В 1991 году 82,4 % населения города составляли хорваты; 6,8 % — сербы и 4 % — мусульмане. Во времена социалистической Югославии город был демилитаризован, поскольку считалось, что военное присутствие в городе будет мешать туризму. После начала гражданской войны в Югославии и боевых действий в Хорватии Дубровник был одним из немногих хорватских городов, которые не пострадали от боёв в сентябре 1991 года, поскольку в городе и его окрестностях не было подразделений ЮНА.
Географическое положение города было неблагоприятным как для защитников, так и для атакующих. Сухопутной связи с Хорватией Дубровник не имеет, поскольку от основной территории страны город и его окрестности отделены полоской территории Боснии и Герцеговины с городом Неум. Таким образом, помощь осаждённым могла быть оказана только по морю. Местность вокруг города гориста и малопригодна для масштабных боевых действий. Это приносило большие неудобства командованию ЮНА.
Мнения о целях Югославии при блокаде Дубровника разделились. Возможно, захват Дубровника стал бы важным козырем в переговорах с хорватами и условием для снятия блокады с казарм ЮНА в Хорватии. Прокурор МТБЮ Карла Дель Понте считает, что целью атаки Дубровника было включение города в состав Черногории.

### Ситуация перед началом операции
Перед началом боевых действий у Дубровника югославский генерал Павле Стругар заявил о «хорватской угрозе» Черногории. Югославский генерал заявил о 30 000 вооружённых «усташах» и 7000 террористов, в том числе курдских наёмниках. Эта информация о готовящемся вторжении в Черногорию широко распространялась в Сербии и Черногории.
Югославские СМИ писали о том, что Словения и Хорватия выбрали независимость и путь войны. Помимо СМИ такую позицию занимали ведущие югославские политики. Светозар Марович назвал главной причиной распада Югославии «агрессивный империалистический католицизм». Таким образом, в обществе формировалась мысль о необходимости взятия Дубровника.

## Силы сторон
Хорватские вооружённые формирования в районе Дубровника фактически отсутствовали. В городе находилась 163-я хорватская пехотная бригада, которая наряду с местными полицейскими и добровольцами составила гарнизон Дубровника. В конце 1991 года к защитникам города присоединился 9-й батальон Хорватских оборонительных сил (около 500 человек). Малочисленные отряды хорватов имели четыре советских 76-мм орудий ЗИС-3 образца 1942 года. Также защитники города получили два 85-мм орудия с острова Корчула и три 120-мм миномёта.
В блокаде города участвовали несколько бригад ЮНА и подразделения черногорской территориальной обороны (всего от 7 000 до 23 000 человек). Югославские войска активно применяли танки, артиллерию и военно-морской флот для блокады города с моря. Операция афишировалась как инициатива черногорского руководства. Несмотря на то что в операции участвовала ЮНА (федеральные вооружённые силы), бо́льшая часть задействованных войск была из Черногории. Предстоящая операция по блокированию Дубровника в Черногории называлась «войной за мир» и считалась оправданной, поскольку ликвидировала бы угрозу хорватского вторжения в Черногорию. Премьер-министр Черногории Мило Джуканович на эту тему заявил: «Черногория должна окончательно урегулировать свои границы с Хорватией и исправить ошибки, допущенные коммунистическими картографами».
Однако информация о хорватском вторжении в Черногорию была преувеличена. Также в рядах хорватских формирований не было наёмников. Известно, что в обороне Дубровника участвовал один иностранец — гражданин Нидерландов, который был женат на женщине из Дубровника и вступил в хорватское ополчение.

## Осада

### Начало боевых действий

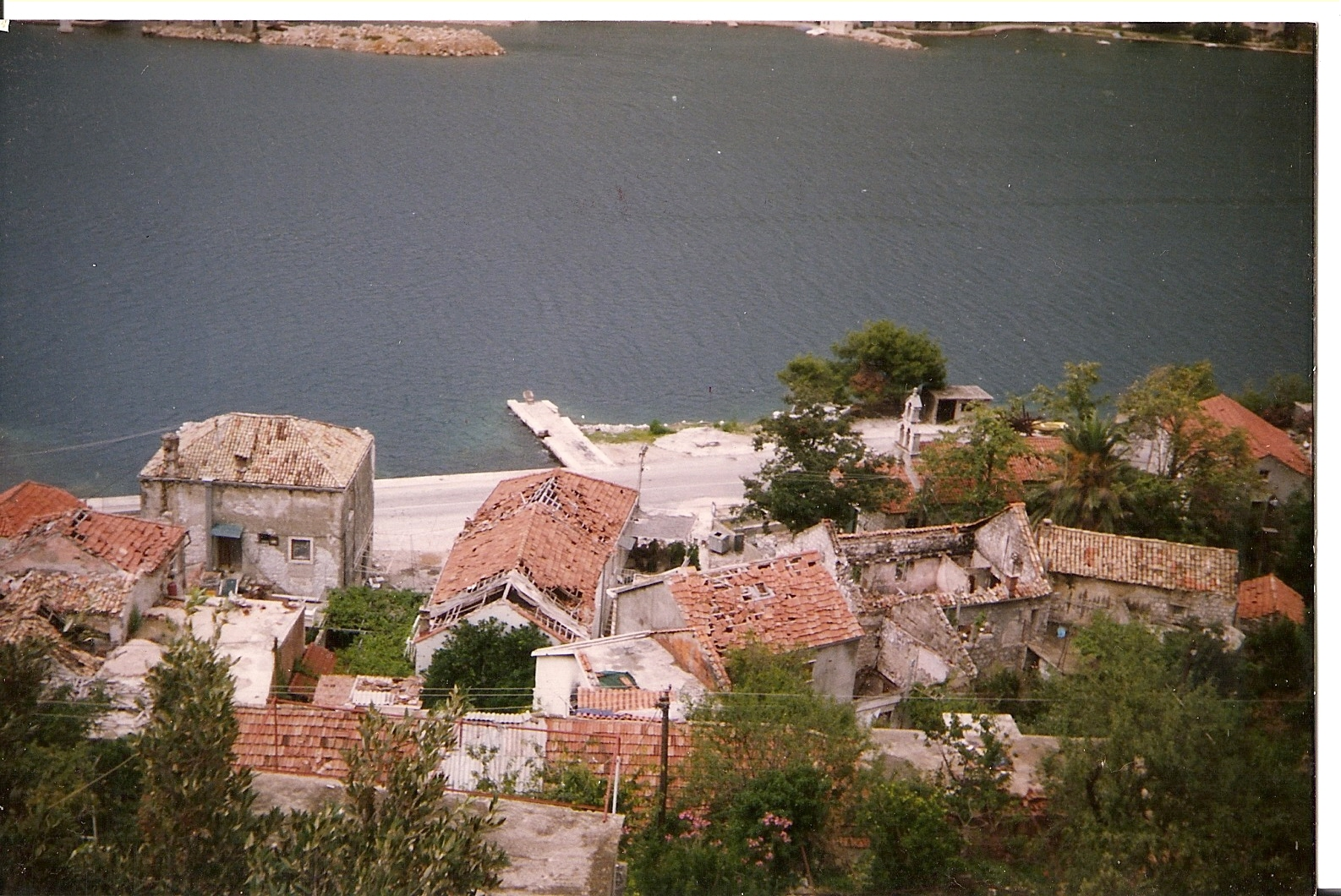
Повреждённые во время осады дома в деревне Сустьепан, близ Дубровника

В октябре 1991 года на территории Хорватии уже шли военные действия. 1 октября 1991 года подразделения ЮНА из Черногории и южной Боснии перешли в наступление на хорватскую территорию и захватили Превлаку, Конавле и Цавтат. Югославское командование активно использовало десантно-штурмовые части при захвате окрестностей Дубровника и международного аэропорта. После захвата аэропорта ценное оборудование было вывезено в Черногорию. Югославские войска из Боснии также вели бои и выбили хорватские силы из городка Равно в Боснии, хотя война в Боснии начнётся лишь спустя шесть месяцев.
После этого югославские войска блокируют Дубровник, а артиллерия занимает ключевые высоты вокруг города. В начавшейся осаде активную роль играл югославский флот, который блокировал город с моря и постоянно вёл обстрел Дубровника. Сразу же после начала осады в Дубровнике сложилась тяжёлая ситуация. Начался дефицит продуктов питания, прекратились электроснабжение и водоснабжение, не хватало питьевой воды. Ситуацию ухудшали многочисленные беженцы (до 55 000 человек) из других районов Хорватии, где велись широкомасштабные боевые действия.

### Блокада города

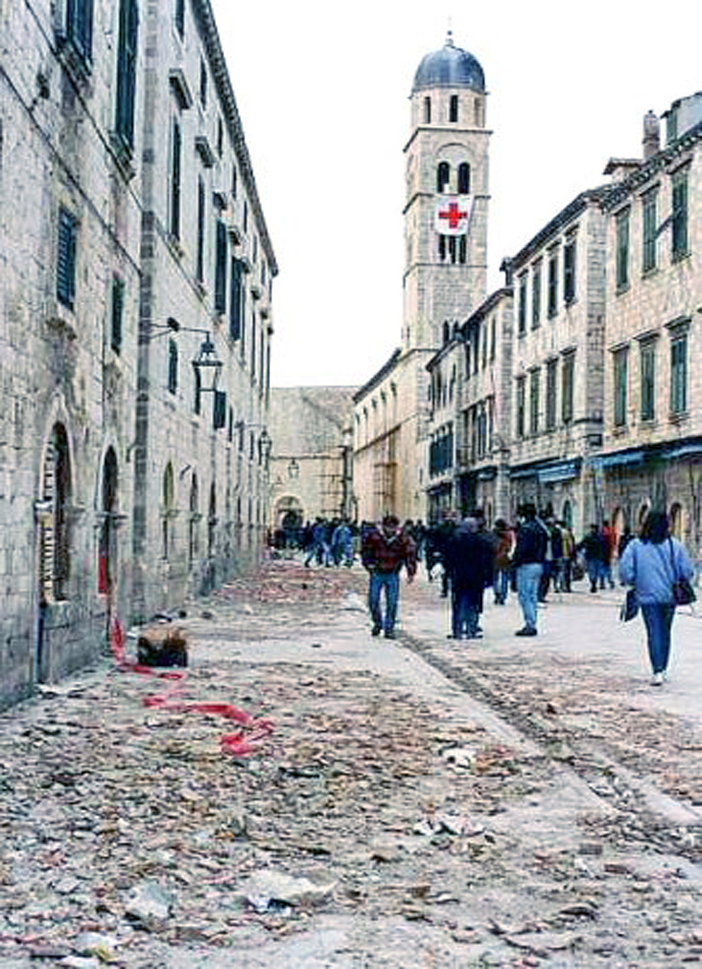
Страдун в дни осады

Осада Дубровника сразу же привлекла широкое внимание мирового сообщества. Западные журналисты, сфотографировавшие последствия обстрела старой части города (внесённую в список Всемирного наследия ЮНЕСКО), положили начало критике ЮНА за обстрелы Дубровника. Однако освещавших конфликт журналистов обвиняли в предвзятости и излишней фокусировке на причинении вреда архитектурным сооружениям старого города и игнорировании страданий гражданского населения. В это время более кровопролитные и жестокие бои за Вуковар привлекли внимание общественности, и командование ЮНА смогло продолжать осаду города.
Несмотря на возмущение от бомбардировок города, мировое сообщество не предпринимало никаких практических мер для прекращения блокады города. Систематические бомбардировки и обстрелы Дубровника продолжались до декабря 1991 года. Во время одной из бомбёжек был убит известный югославский поэт Милан Милишич. В декабре хорватские силы предприняли контрнаступление против югославских войск и сумели оттеснить силы ЮНА на некоторых участках, однако добиться прекращения обстрелов хорватам не удалось. 6 декабря 1991 года во время очередного обстрела города были убиты 13 гражданских лиц. Эта бомбардировка стала самой кровавой за всю историю осады.
Военно-морской флот также интенсивно обстреливал город и предпринимал атаки на соседние хорватские порты. Во время нападения на порт Слано югославский флот уничтожил хорватское транспортное судно «Пераст». Трое моряков были убиты, остальные бежали в Дубровник. ВМС Югославии также задержали конвои с беженцами из Дубровника, однако после переговоров все суда с гражданскими лицами на борту продолжили плавание. Созданный хорватский флот и береговая артиллерия начали давать отпор югославским кораблям, наносящим удары по Дубровнику и другим хорватским портам на адриатическом побережье. После этого югославский флот был вынужден уйти на базы в Черногории. В конце 1991 года вступило в силу соглашение о прекращении огня и обстрелы Дубровника прекратились.

### Прекращение блокады

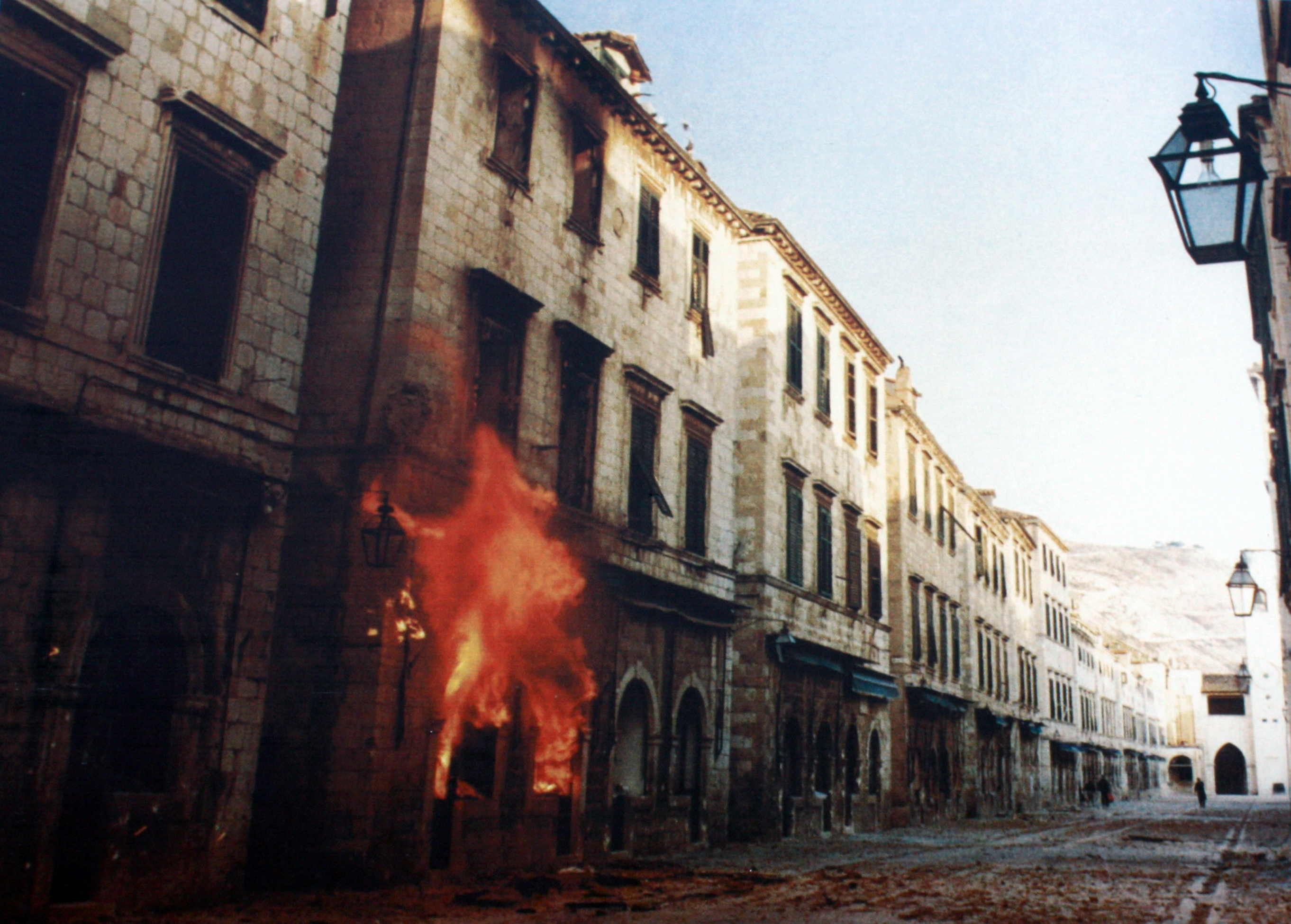
Обстрел Дубровника

После подписания соглашения о прекращении огня подразделения ЮНА прекратили обстрелы города. Однако части ЮНА продолжали оставаться у Дубровника. Югославское командование не спешило выводить эти части на места постоянной дислокации в Боснии (Требине). После этого хорватское командование, подтянув к Дубровнику дополнительные силы, начало наступление, и 26 мая 1992 года хорватские войска прорвали блокаду.
После этого хорватские войска предприняли ряд операций по очищению окрестностей Дубровника от подразделений ЮНА. В ходе боёв летом 1992 года хорватским войскам удалось освободить Превлаку и блокировать базу ВМФ Югославии в Которе. Однако после вмешательства ООН стороны согласились прекратить любые боевые действия в районе Дубровника.

## Итоги
В ходе осады города из 824 зданий в старом городе были повреждены 563 (или 68,33 %). Девять домов были полностью уничтожены огнём артиллерии. Ущерб от разрушений государственных, частных зданий, религиозных сооружений, улиц, площадей, фонтанов, стен и мостов составил 9 657 578 долларов. К концу 1999 года более 7 000 000 $ было потрачено на восстановление города. В ходе осады было убито 92 мирных жителя.